# Erik Olin Wright

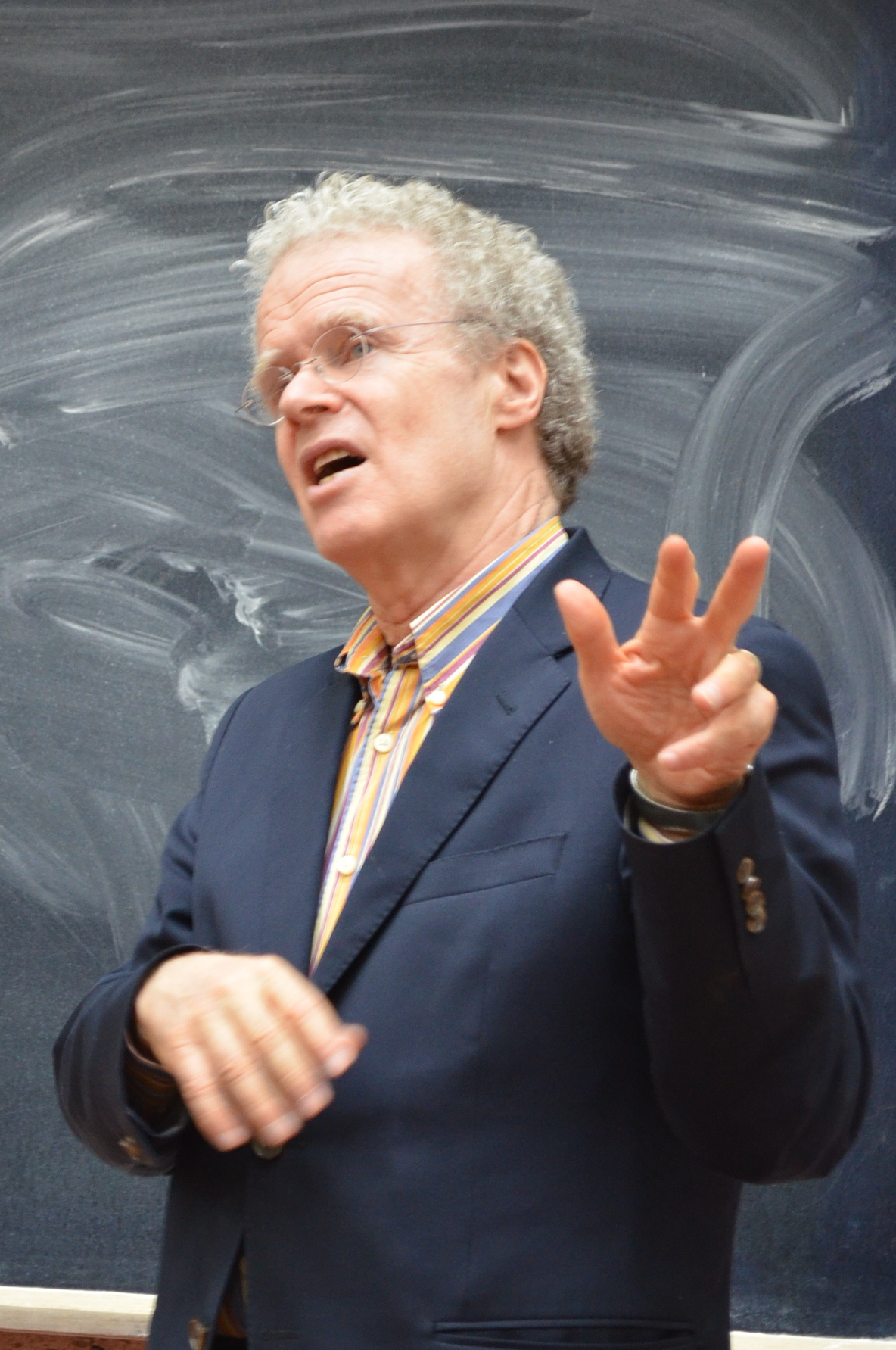
Erik Olin Wright in 2013

Erik Olin Wright (Berkeley, 9 februari 1947 - Milwaukee, 23 januari 2019) was een Amerikaanse analytische marxistische socioloog, gespecialiseerd in sociale stratificatie, en in egalitaire alternatieve toekomsten van het kapitalisme.  Hij stond erom bekend dat hij afweek van het klassieke marxisme door zijn opsplitsing van de arbeidersklasse in verschillende mate van klassenbewustzijn.  Wright introduceerde nieuwe concepten om zich aan te passen aan deze verandering van perspectief, inclusief "deep democracy".

## Gedachtegoed

### Sociale klassen
Wright is beschreven als een "invloedrijke linkse theoreticus".  Zijn werk hield zich voornamelijk bezig met de studie van sociale klassen, en in het bijzonder met de taak om een update en uitwerking te geven aan het marxistische klassenconcept, om zowel marxistische als niet-marxistische onderzoekers in staat te stellen 'klasse' te gebruiken om de materiële belangen van mensen, leefervaringen, leefomstandigheden, inkomens, organisatorische capaciteiten en bereidheid om deel te nemen aan collectieve actie, politieke voorkeuren, enzovoort te voorspellen en verklaren. Daarnaast probeerde hij klassencategorieën te ontwikkelen waarmee onderzoekers de klassenstructuren en dynamieken van verschillende geavanceerde kapitalistische en 'postkapitalistische' samenlevingen konden vergelijken en contrasteren. 
Wright heeft het belang benadrukt van: 
1. controle over en uitsluiting van toegang tot economische / productieve hulpbronnen;
2. plaats binnen productieverhoudingen;
3. marktcapaciteit in handelsbetrekkingen;
4. gedifferentieerde controle over inkomsten verkregen uit het gebruik van productieve hulpbronnen; en,
5. differentiële controle over de arbeidsinspanning bij het definiëren van 'klasse', tegelijkertijd proberen rekening te houden met de situatie van deskundige, bekwame, leidinggevende en toezichthoudende werknemers, geïnspireerd door weberiaanse accounts van klasse en klasse-analyse.

### Real utopias
Later in zijn carrière werd Wright geassocieerd met een hernieuwd begrip van een socialistisch alternatief.  De overgang naar dit alternatief is volgens Wright afhankelijk van het ontwerpen en bouwen van " real utopias ", de naam van een onderzoek en boek van hem.  Voorbeelden van "real utopias" die de heersende instellingen tegenwerken door democratische en egalitaire principes te bevorderen, en daarbij wijzen in de richting van een meer rechtvaardige en humane wereld, omvatten Wikipedia en de Mondragon Corporation. 